# Vogt
Từ ngữ lịch sử Vogt - hoặc là Voigt là từ tiếng Đức vay mượn từ tiếng Latin. advocātus, luật sư. Nó thường đề cập đến một quan chức của thời Trung cổ. Nó tương ứng với bailli trong tiếng Pháp và bailiff hoặc reeve trong tiếng Anh.

## Trách nhiệm
Vogt là đại diện của một nhà cai trị phong kiến ở một Lãnh thổ nhất định, thay mặt cho người đó để cai trị và xét xử một khu vực. Ông ta chủ trì tòa án khu vực và phải tổ chức phòng thủ vùng đó. Trong chiến tranh, ông ta lãnh đạo quân đội của khu vực.
Khu vực quyền lực trước đây của một vogt và nơi ở chính thức của anh ta (thường là một lâu đài có chủ quyền) được gọi là Vogtei. Người ta còn phân biệt giữa Stadtvögte und Amtsvögte..